# Folke Larsson
Lars Folke Larsson, född 7 februari 1913 i Bromma församling, död 9 maj 1989 i Hässelby församling, var en svensk motorcykelförare. Han var åren före krigsutbrottet 1939 Sveriges bäste i tillförlitlighetstävlingar.
Larsson, som var verksam som reparatör i Nockeby, representerade AMCK. Han började tävla på Zündapp 1936, övergick 1938 till BMW och 1946 till Nimbus. Han slog igenom 1937, då han som juniorförare överraskande vann Novemberkåsan. Vidare segrade han i Shellkannans juniorklass 1937 och i Majtävlingens expertklass 1938 och 1939 samt blev i Novemberkåsans expertklass trea 1938 och tvåa 1946. Larsson deltog i Internationella sexdagarstävlingen 1938 (i England) och 1939 (i Tyskland), erövrade båda åren guldmedalj för prickfri körning samt var samtidigt medlem av de lag, som blev tvåa i tävlingen om Silvervasen 1938 och trea om Bowmaker Trophy 1939. Vid Sveriges GP 1939 blev han på NSU trea i Internordiska tävlingens C-klass samt var medlem av det segrande laget i tävlingen om Nordiska Speedoil-Kannan. Han tävlade tidigare även i friidrott. Larsson är gravsatt på Bromma kyrkogård.